# 沙田话
沙田话是广东省中山市境内的一种粤語方言。主要通行於中山市北部（除了古镇与三角两镇外）和南部板芙、坦洲及神湾三镇。沙田话语音近似顺德话。